# حيرام هالي
حيرام هالي (بالإنجليزية: Hiram Halle)‏ هو مخترِع أمريكي، ولد في 1867 في كليفلاند في الولايات المتحدة، وتوفي في 1944.